# Distrito de Århus
El distrito de Århus (Århus Amt en danés) era uno de los 16 distritos en que se dividía administrativamente Dinamarca hasta 2006. Se encontraba en la costa oriental de la Península de Jutlandia. Su capital era la ciudad de Århus.
A partir del 1 de enero de 2007, gran parte del distrito fue integrado en la nueva región de Midtjylland, mientras el resto lo hará en la de Nordjylland.
Estaba compuesta por 26 comunas (al 1 de enero de 2006):
| - Århus (295.513) - Ebeltoft (15.006) - Galten (11.171) - Gjern (8.295) - Grenaa (18.673) - Hadsten (11.969) - Hammel (10.952) - Hinnerup (12.233) - Hørning (8.753) - Langå (8.429) - Mariager (8.237) - Midtdjurs (7.806) - Nørhald (8.706) | - Nørre Djurs (7.665) - Ódder (21.332) - Purhus (8.655) - Randers (62.524) - Rosenholm (7.135) - Rougsø (10.483) - Ry (8.097) - Rønde (11.451) - Samsø (4.124) - Silkeborg (55.906) - Skanderborg (22.420) - Sønderhald (8.685) - Them (7.150) |